# Elizabeth Gillies
Elizabeth Egan Gillies (Haworth, Nueva Jersey, 26 de julio de 1993) también conocida como Liz Gillies, es una actriz, cantante, bailarina y compositora estadounidense, conocida por interpretar los papeles de Fallon Carrington en Dynasty (2017) y Jade West en Victorious.

## Carrera

### Actuación
Comenzó su carrera como actriz a los doce años cuando fue a una audición local y comenzó a aparecer en comerciales para empresas como Virgin Mobile. Su primer papel en televisión fue como un personaje recurrente en The Black Donnellys, donde apareció en tres episodios. Más tarde protagonizó The Clique como Shelby Wexler y tuvo un papel secundario en Harold.
En el verano de 2008, fue elegida como Lucy en una producción de Goodspeed del nuevo musical de Jason Robert Brown sobre el crecimiento, 13, con su futura compañera de reparto Victorious, Ariana Grande. Más tarde ese mismo año, 13 se trasladó a Broadway, lo que la convirtió en la primera producción de Broadway en tener un elenco y banda enteramente compuesto por jóvenes. Recibió dos números grandes, "Opportunity" y "It Can't Be True", junto con partes más pequeñas en otras canciones, incluyendo la canción del título, "Hey Kendra", y "Getting Ready". 13 corrió hasta el 4 de enero de 2009.
Gillies participó en la exitosa serie de Nickelodeon Victorious como Jade West. La serie se estrenó el 27 de marzo de 2010 y terminó el 2 de febrero de 2013. Una muñeca de su personaje fue lanzada en 2012. Gillies también prestó su voz al personaje de Daphne en la serie animada Winx Club, y grabó la canción oficial del Winx Club, "We Are Believix". Ha sido estrella invitada en White Collar y Big Time Rush, y fue una concursante en los programas de juegos de Nickelodeon BrainSurge y Figure It Out. En octubre de 2013, se anunció que Gillies repetiría su papel de Jade West en un próximo episodio especial de una hora de la serie spin-off de Victorious, Sam and Cat, que salió al aire en enero de 2014.
Gillies apareció en la película de terror Animal, que fue rodada en Manchester (Connecticut). Producida por Drew Barrymore, la película la coprotagonizaba su compañera de Winx Club, Keke Palmer, y estuvo programada para un lanzamiento limitado en 2014. A partir de diciembre de 2013, Gillies trabajó en el filme Killing Daddy, interpretando el papel de Carrie, una chica con problemas psicológicos por la muerte de su madre. La película se estrenó en julio del 2014.

### Música
Ha aparecido en varias canciones en las bandas sonoras de Victorious y Victorious 2.0, incluyendo "Give It Up" (un dúo con Ariana Grande), y "Take a Hint" (un dúo con Victoria Justice). También escribió y grabó la canción "You Don't Know Me" para un episodio de Victorious, y más tarde apareció en Victorious 3.0.
Tiene una cuenta de YouTube llamada LizGilliesOfficial, donde sube covers de canciones populares, incluyendo: "Wild Horses" de The Rolling Stones, "You and I" de Lady Gaga, "For No One" de The Beatles, "Jealous Guy" de John Lennon, "Father and Son" de Cat Stevens y "One and Only" de Adele. También ha reversionado canciones con Max Schneider ("Somewhere Only We Know") y Ariana Grande ("The Christmas Song").
En julio de 2012, se informó de que Gillies estaba trabajando en un álbum con música de rock alternativo.
El 10 de diciembre de 2013, Gillies grabó un dueto con Ariana Grande llamado "Santa Baby" para el EP de Navidad de Grande Christmas Kisses. En 2015 participó en la serie Sex&Drugs&Rock&Roll como Gigi.

## Vida personal
Es amiga de la cantante y actriz Ariana Grande, a quien conoce desde su adolescencia. También apareció en un concierto de ella. A veces, aparece como invitada en los vídeos musicales de Grande. Además, Gillies es vegana y tiene una dieta libre de gluten, aclarando públicamente a través de Twitter que la única razón de su dieta estricta es debido a sus alergias.
El 8 de agosto de 2020, se casó con el productor musical Michael Corcoran, en una ceremonia privada en Nueva Jersey.

## Filmografía completa

### Cine
| Cine | Cine                             | Cine                  | Cine                             | Cine             | Cine               |
| Año  | Título                           | Título                | Título                           | Rol              | Director           |
| Año  | Título original                  | Título en España      | Título en Hispanoamérica         | Rol              | Director           |
| ---- | -------------------------------- | --------------------- | -------------------------------- | ---------------- | ------------------ |
| 2008 | Harold                           | Harold                | Harold                           | Evelyn Taylor    | T. Sean Shannon    |
| 2008 | The Clique                       | The Clique            | The Clique                       | Shelby Wexler    | Michael Lembeck    |
| 2011 | The Death and Return of Superman | La Muerte de Superman | The Death and Return of Superman | Eradicator Folks | Sam Liu            |
| 2014 | Animal                           | Animal                | Animal                           | Mandy            | Brett Simmons      |
| 2015 | Vacation                         | Vacaciones            | Vacaciones                       | Heather          | John Francis Daley |

### Televisión
| 2007           | The Black Donnellys        | Jenny (joven)                       | Serie de TV - 3 episodios                                           |
| 2009           | The Battery's Down         | Invitada en Bat Mitzvah             | Serie de TV - Episodio: "Bad Bad News"                              |
| 2010–13        | Victorious                 | Jade West                           | Serie de TV - Elenco principal                                      |
| 2011           | iCarly                     | Jade West                           | "Fiesta con Victorious"                                             |
| 2011–14        | Winx Club                  | Daphne (Voz)                        | Serie de TV - 26 episodios                                          |
| 2011           | Big Time Rush              | Heather Fox                         | Serie de TV - Episodio: "Big Time Secret"                           |
| 2011           | BrainSurge                 | Ella misma                          | Serie de TV - 1 episodio                                            |
| 2012           | White Collar               | Chloe Woods                         | Serie de TV - Episodio: "Upper West Side Story"                     |
| 2012           | Figure It Out              | Ella misma                          | Serie de TV - 7 episodios                                           |
| 2013           | The Exes                   | Tracy Cooper                        | Serie de TV - Episodio: "Prelude to a Kiss"                         |
| 2014           | Sam & Cat                  | Jade West                           | Serie de TV - Episodio: "TheKillerTunaJump: Freddie, Jade, Robbie"  |
| 2015           | American Dad!              | Lena Horne                          | Serie de TV - Episodio: "Star is Born"                              |
| 2015–16        | Sex&Drugs&Rock&Roll        | Gigi                                | Elenco principal                                                    |
| 2015           | The Penguins of Madagascar | Cantante                            | Serie de TV - Episodio: "The Penguin Who Loved Me"                  |
| 2017–2022 2019 | Dynasty                    | Fallon Carrington Alexis Carrington | Serie de Netflix - Elenco principal Invitada especial (3 episodios) |
| 2018           | Robot Chicken              | Sun Baby, Marie "Slim" Browning     | Voz; episodio: "Gimme That Chocolate Milk"                          |
| 2019           | Welcome to the Wayne       | Parana Sycamore                     | Voz; episodio: "That's Squidjit Bowling"                            |

### Teatro
| Año     | Título                 | Rol      |
| ------- | ---------------------- | -------- |
| 2008–09 | 13                     | Lucy     |
| 2013    | Jawbreaker The Musical | Courtney |

### Vídeos musicales
| Año  | Artista                              | Canción                  |
| ---- | ------------------------------------ | ------------------------ |
| 2010 | Victoria Justice                     | Freak the Freak Out      |
| 2011 | Victoria Justice                     | Beggin' on Your Knees    |
| 2011 | Victoria Justice                     | All I Want Is Everything |
| 2011 | Elizabeth Gillies y Victoria Justice | Take a Hint              |
| 2011 | Mickey Deleasa                       | Time in the Day          |
| 2012 | Big Time Rush                        | Time of Our Life         |
| 2012 | Victoria Justice                     | Make It in America       |
| 2012 | Elizabeth Gillies                    | We Are Believix          |
| 2012 | Elizabeth Gillies                    | You Don't Know Me        |
| 2013 | Ariana Grande                        | Right There              |
| 2015 | Elizabeth Gillies                    | Die Trying               |
| 2016 | Elizabeth Gillies                    | Bang Bang                |
| 2018 | Ariana Grande                        | Thank U, Next            |
| 2020 | Ariana Grande & Justin Bieber        | Stuck with U             |

## Tours
Promocionales
- Victorious: In Concert (2011)

Acto de apertura
- Miranda Cosgrove - Miranda Cosgrove Summer Tour (2012)